# Хореография
Хореографията се разбира в две значения.

## Танцопис
Хореографията като „танцопис“ представлява система от условни знаци за записване на танца. Често техниката се означава и с двата термина. Има различни записи - йероглифен, буквен, графичен.
През 18 век френският балетмайстор П. Рамо допълва графичната система с обозначение на движението на ръцете и музикалния размер. През 1852 г. А. Сен Леон се опитва да покаже развитието на движението в пространството (координация на движенията в съответната обстановка). Неговият метод се допълва от руския балетист В. И. Степанов в нотолинеен запис и градус на движението. През 1920-те години танцописът се развива от Рудолф фон Лабан в Германия и Дж. Бенеш във Великобритания.
Днес в танцописа най-често се прилагат видео- и филмовият способ.

## Изкуство
Хореографията като изкуство е изкуството на създаване на танци и балетни спектакли.
В съвременната хореография се различават битови танци (народни и бални) и сценични танци (поп и балет). В балета хореографията синтезира в единен художествен замисъл изкуствата на танца, музиката и театъра.